# 東京ビクトリークラブ
東京ビクトリークラブ（とうきょうビクトリークラブ）は、1980年代前半に個々に活躍していた男性ローラー族集団の二大チーム、「東京ロカビリークラブ」、「JRRC（JAPAN ROCK'N ROLLERS COMPNY）」のうちの前者の誤認と思われ、東京ロカビリークラブに所属する、victoryを名乗ったチームと混同されている思われる。なお、劇男零心会は、東京ロカビリークラブ内のチーム「ロンリーボーイズ」を主とした一部のメンバーを中心に結成された、ローラー族とは異なるパフォーマンス集団である。

## チーム
- ジャックナイフ
- BLACK SHADOW
- LONELY BOYS
- ビクトリーズ
- ファ・ファミリー
- ホワイトフェアリーズ
- スランバーパーティ

など

## メンバー
- ジミー木内（会長）
- ケン（後の大戸天童）（副会長）
- Jenny（「LONELY BOYS」のリーダー）
- KID（「LONELY BOYS」の指揮官）
- 哀川翔（「ジャックナイフ」→「LONELY BOYS」）
- 小木茂光（「ビクトリーズ」）
- 松村冬風
- 風見しんご（愛称：ボビー。「LONELY BOYS」に所属）
- Chevy 山田 （「LONELY BOYS」に所属）
- Jill（「LONELY BOYS」に所属）
- BABY（「LONELY BOYS」に所属）

・中野英雄